# Guglielmo IV del Regno Unito
Guglielmo IV (Guglielmo Enrico di Hannover; Buckingham Palace, 21 agosto 1765 – Castello di Windsor, 20 giugno 1837) è stato re del Regno Unito di Gran Bretagna e Irlanda e re di Hannover dal 26 giugno 1830 fino alla sua morte.
Guglielmo era figlio di Giorgio III e fratello di Giorgio IV. Durante la sua giovinezza servì nella Royal Navy e fu per questo soprannominato il Re Marinaio. Il suo regno fu breve, ma segnato da alcune importanti riforme: la legislazione sui poveri (la Poor Law) fu modernizzata, il governo municipale democratizzato, il lavoro dei bambini venne limitato e la schiavitù abolita in tutto l'impero britannico. La più importante riforma legislativa del suo regno fu l'Atto di Riforma del 1832, che riformò il sistema elettorale britannico. Il re Guglielmo IV non partecipò alla vita politica del paese come il padre o il fratello, sebbene sia stato l'ultimo sovrano a dare l'incarico a un primo ministro contro la volontà del parlamento, nel 1834.

## Biografia

### Primi anni

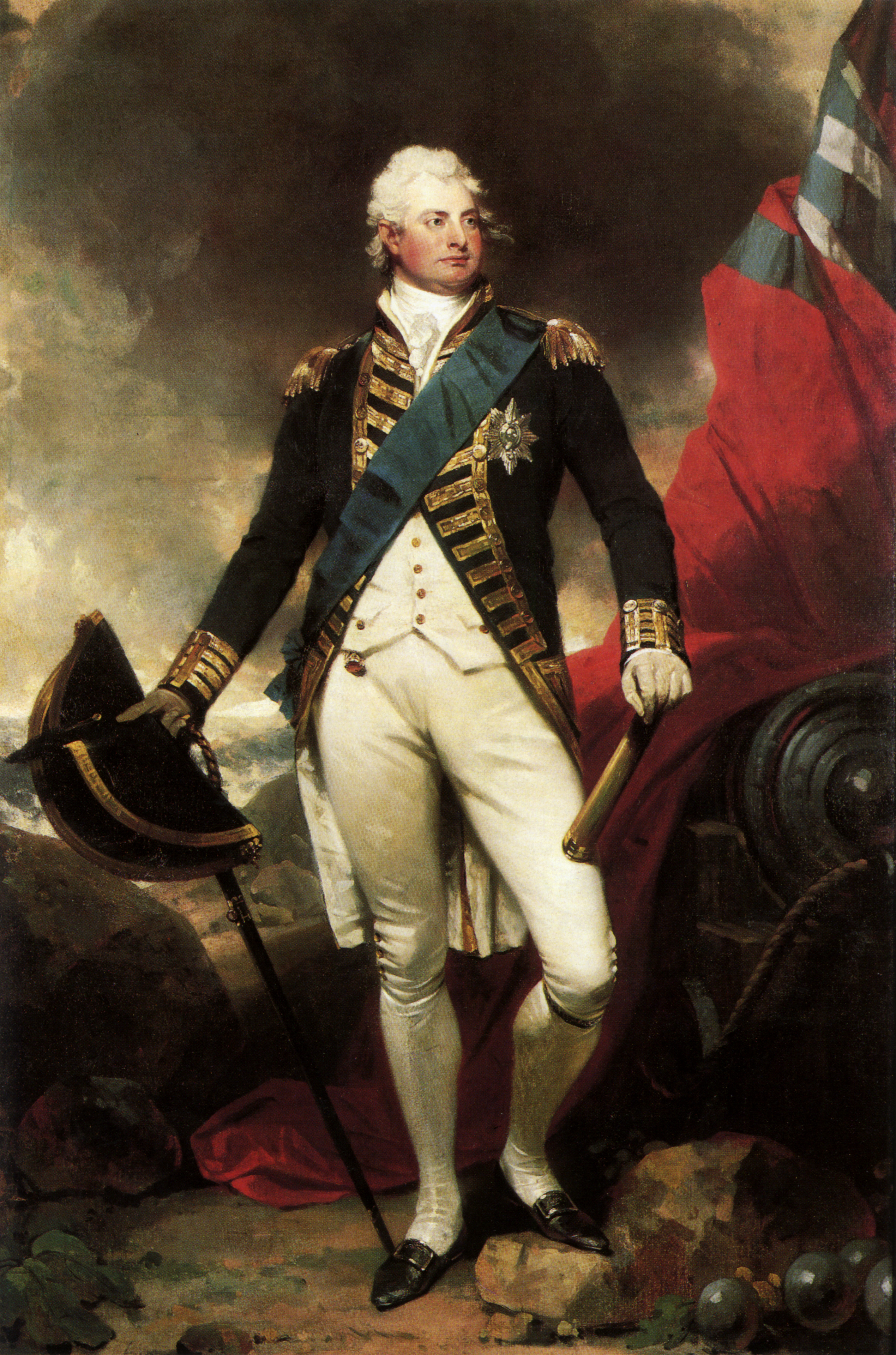
Il principe Guglielmo in uniforme da Capitano di vascello della Royal Navy in un ritratto eseguito da Sir Martin Archer Shee (1800 circa)

Guglielmo nacque a Buckingham Palace, terzo figlio del re Giorgio III e della regina Carlotta. Guglielmo aveva due fratelli maggiori, Giorgio, principe di Galles e Federico, duca di York e mai si sarebbe quindi pensato che potesse salire al trono. Fu battezzato nella Great Council Chamber del palazzo di St. James e i suoi padrini furono il duca di Gloucester, il principe Enrico Federico, duca di Cumberland e Strathearn Henry e la principessa Augusta Carlotta.
Trascorse l'infanzia a Richmond e a Kew Palace, ove fu educato da istitutori privati; all'età di tredici anni si arruolò come cadetto in marina e fu presente alla battaglia di Capo San Vincenzo del 1780. La sua esperienza in marina fu in parte differente rispetto a quella degli altri cadetti, dal momento che fu accompagnato dal proprio tutore; ricevette nozioni di cucina e fu arrestato a Gibilterra per ubriachezza insieme ai suoi compagni, anche se fu rilasciato non appena fu resa nota la sua identità.
Al tempo della Rivoluzione americana, si trovava di stanza a New York e in tale occasione il generale George Washington (come riportato in una sua lettera indirizzata al colonnello Ogden, datata 26 marzo 1782) progettò di rapire il principe; ma il piano non ebbe seguito e, una volta scoperto, il re Giorgio ordinò di raddoppiare la guardia personale del principe.
Nel 1785 divenne luogotenente e nell'anno seguente capitano della HMS Pegasus; da capitano, servì nei Caraibi sotto il comando dell'ammiraglio Horatio Nelson, che lodò la capacità professionale del principe, il suo rispetto per gli ordini dei superiori e la diligenza.
Nel 1788 ricevette il comando di una fregata, la HMS Andromeda; l'anno seguente fu promosso a contrammiraglio e gli venne affidata la nave di linea HMS Valiant.

### Carriera politica
Guglielmo espresse a suo padre il desiderio di essere nominato duca come i suoi fratelli, ma il re non era della stessa opinione e oppose un fermo rifiuto; il principe, allora, minacciò di candidarsi alla Camera dei Comuni quale deputato nel collegio elettorale di Totnes, nel Devon. Il re, pertanto, sia pur riluttante, investì suo figlio del titolo di duca di Clarence e St Andrews e di conte di Munster il 20 maggio del 1789 affermando che era un altro voto per l'opposizione. In effetti il principe, ancorché non potesse essere ascritto a un partito politico preciso, unì le proprie forze a quelle dei fratelli, che erano forti oppositori della politica paterna.
Poco tempo dopo la nomina a duca, Guglielmo lasciò definitivamente la Royal Navy (1790). Quando il Regno Unito entrò in guerra con la Francia nel 1793, il duca era ansioso di partecipare direttamente agli scontri, ma non fu messo al comando di una nave sia poiché, cadendo dalle scale, si era fratturato un braccio, sia poiché aveva tenuto alla Camera dei Lord un discorso contrario al conflitto. L'anno seguente cambiò opinione, ma l'Ammiragliato non rispose alle richieste del principe. Nel 1798 ottenne il rango di Ammiraglio e nel 1811 quello di Admiral of the Fleet, ma tali onori rimasero formali; infatti, sebbene avesse partecipato al bombardamento di Anversa (venendo anche ferito), non ricevette nessun comando effettivo per tutta la durata delle guerre napoleoniche.
Durante questi anni visse principalmente a Bushey Lodge (gli era stato concesso dal padre, nel 1797, l'incarico di Ranger del Bushy Park) e partecipò alla vita politica del regno.
Si schierò tra gli oppositori dell'abolizione della schiavitù, ancora praticata nelle colonie, affermando che avrebbe portato ben pochi vantaggi agli schiavi stessi, i quali difficilmente si sarebbero potuti integrare nella società, sostenendo che tale proposta veniva da fanatici o da ipocriti.
In altre materie, invece, fu più liberale: appoggiò l'abrogazione delle norme penali contro i cristiani dissenzienti e si oppose alla proposta di proibire il matrimonio a coloro che avessero commesso il reato di adulterio.

### Relazioni e matrimonio

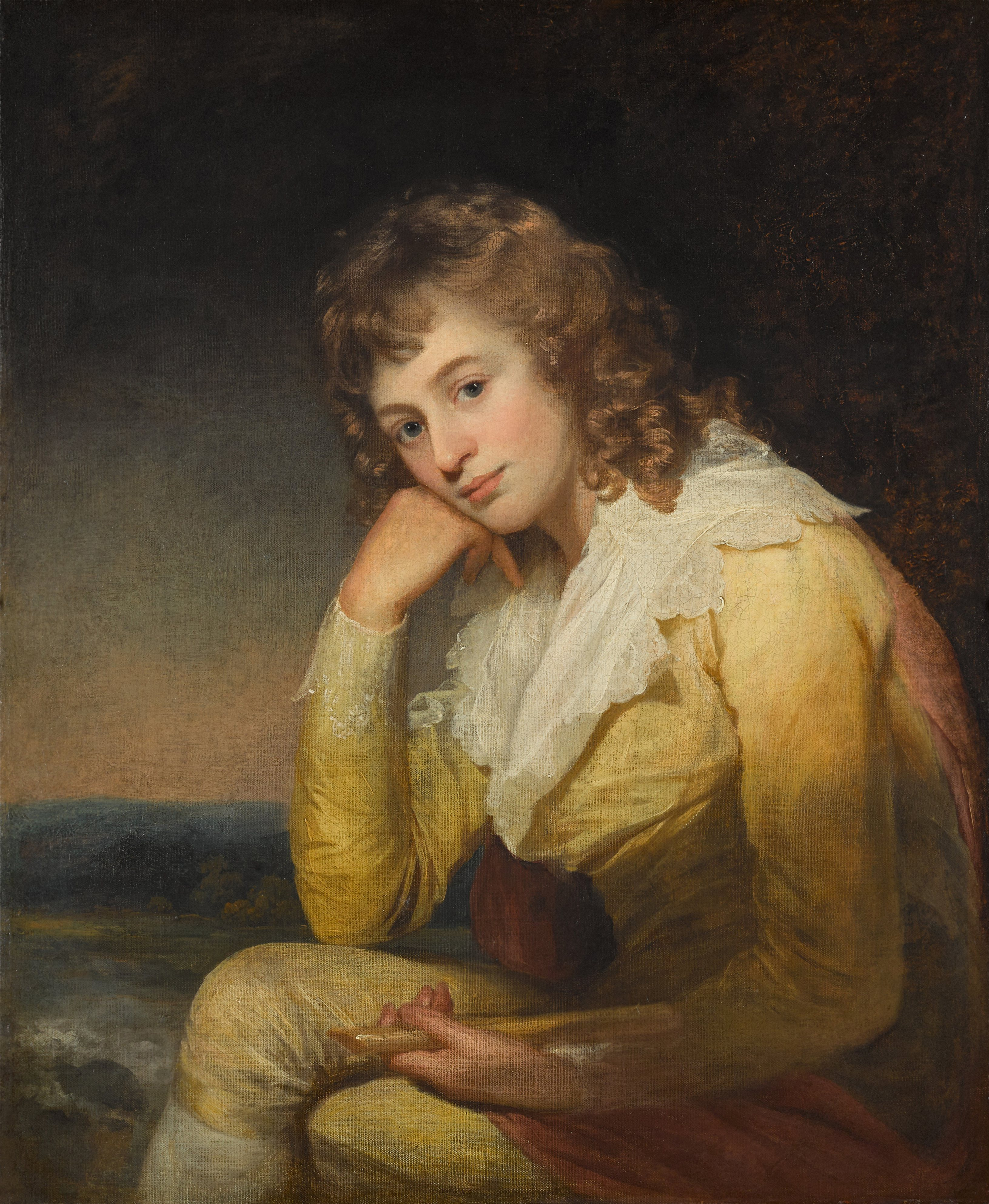
Dorothea Jordan nel costume di Rosalinda (Come vi piace di Shakespeare), ritratto di William Beechey

Dal 1791 il duca di Clarence visse per i vent'anni successivi con l'attrice irlandese Dorothea Bland, meglio conosciuta con il nome d'arte di Miss Jordan (tale nome era dovuto al rapporto che ella stessa fece tra la propria condizione e le proprie origini, per le quali aveva dovuto attraversare il mare per giungere dall'Irlanda all'Inghilterra, come gli ebrei attraversarono il fiume Giordano).
Guglielmo era parte di quella generazione che era cresciuta sotto il giudizio del Royal Marriages Act 1772, che proibiva ai discendenti di Giorgio II di contrarre matrimonio senza ottenere prima il consenso del monarca regnante, dando debito preavviso del proprio fidanzamento almeno 12 mesi prima al Consiglio Privato del re. Molti dei figli maschi di Giorgio III, però, decisero per tutta risposta di coabitare con le loro amanti, anche quando avevano già preso moglie. Guglielmo poi, dal momento che non era il primogenito, pensava di non incappare nemmeno in problemi di successione dinastica e di poter condurre liberamente la propria vita.
La coppia visse felicemente per diversi anni, come è testimoniato dalla nascita di ben dieci figli, cinque maschi e cinque femmine, che ottennero il cognome "FitzClarence" e anche dalle lettere dei protagonisti: infatti, il principe rimarcò a un amico la buona natura della Jordan, sottolineando in particolare la sua dedizione ai figli, mentre lei sottolineò il comportamento gioioso di lui durante le feste.
La loro relazione, non ostacolata dal re, si concluse probabilmente nel 1811, come riportato dalla stessa Jordan, per motivi finanziari: la Jordan ottenne una pensione annua di 4.400 sterline e la custodia dei figli, a condizione di non riprendere le scene, ma, non appena tentò di riparare ai debiti di una sua figlia, avuta da una relazione precedente, Guglielmo si riprese la custodia dei figli e sospese il pagamento della pensione. A questo punto Miss Jordan fu costretta a fuggire a Parigi, dove morì in miseria nel 1815.
Va inoltre aggiunto che da una seconda relazione Guglielmo ebbe un figlio maschio, annegato nel Madagascar nel febbraio del 1807.

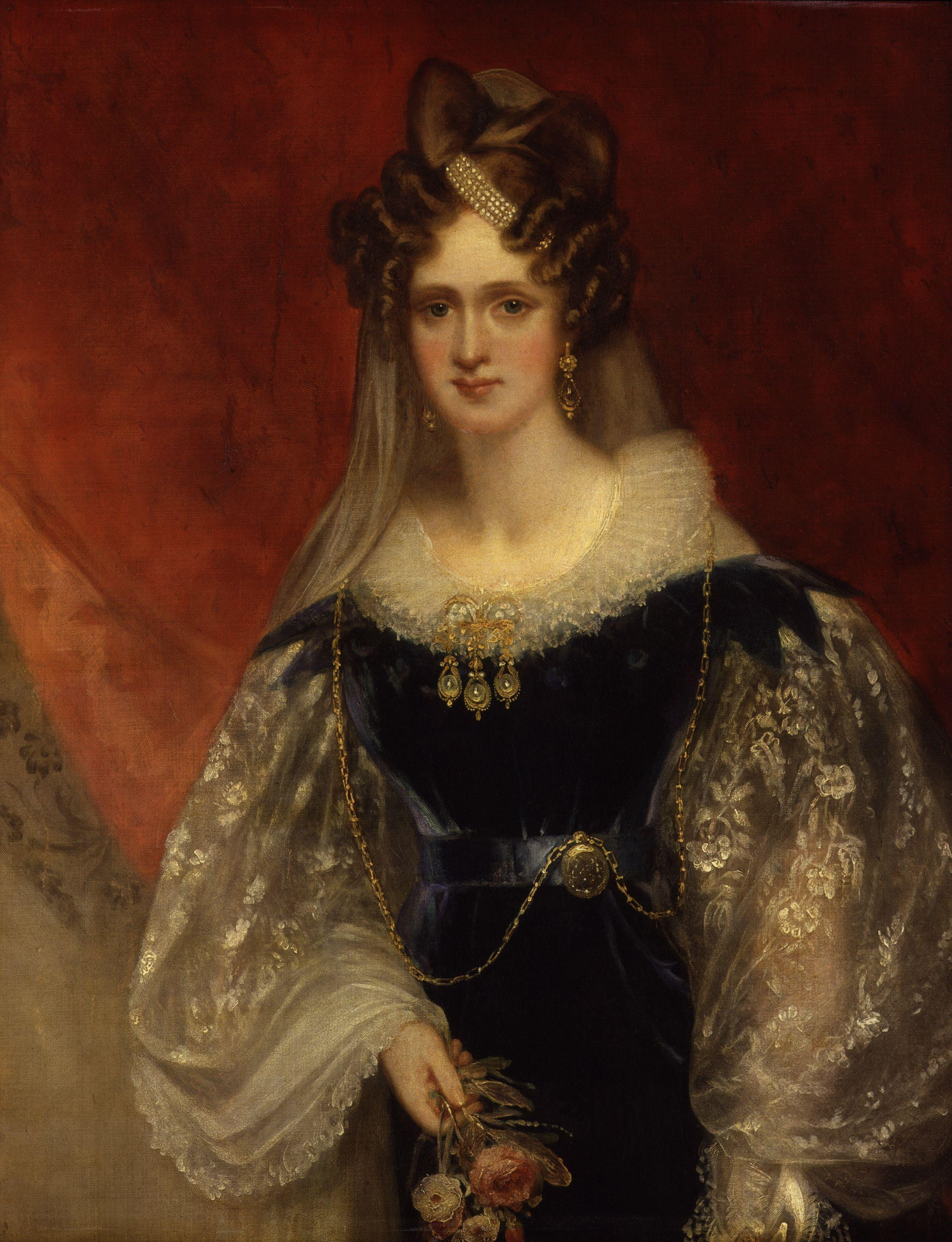
Adelaide Amelia Luisa Teresa Carolina di Sassonia-Coburgo-Meiningen, in un ritratto di sir William Beechey, circa 1831

Guglielmo, oppresso da pesanti debiti, tentò di sposare diverse ereditiere, ma non ottenne successo; nel frattempo la successione inglese diveniva incerta: infatti, nel 1817 morì la principessa Carlotta, unica figlia di Giorgio, principe di Galles e, dal momento che né Giorgio né il fratello minore Federico avevano eredi e godevano di buona salute, Guglielmo, il terzogenito, aveva buone possibilità di ascendere al trono.
In tali circostanze diveniva necessario che Guglielmo si sposasse e provasse a generare un erede legittimo e pertanto un suo fratello minore, il duca di Cambridge Adolfo, venne inviato in Germania per cercare una degna consorte di religione rigorosamente protestante; venne prescelta in un primo tempo la principessa Augusta d'Assia-Kassel, di 32 anni più giovane, ma il di lei padre declinò l'offerta, preferendo invece darla in sposa proprio al duca di Cambridge (la coppia si sposò due mesi dopo). Alla fine venne trovata la candidata ideale, vicina alla casa e al monarca: a Kew, l'11 luglio 1818, Guglielmo sposò la ventiseienne principessa Adelaide di Sassonia-Meiningen, figlia di Giorgio I di Sassonia-Meiningen e di Luisa Eleonora di Hohenlohe-Langenburg, sebbene lui avesse il doppio degli anni di lei.
Il matrimonio fu felice e i due vissero per i primi anni in Germania, dove Guglielmo ebbe modo di pagare tutti i propri debiti grazie all'aiuto della moglie, tanto che il parlamento dispose per lui una speciale pensione a sostegno (accettata con riluttanza da Guglielmo, il quale in seguito vi rinunciò). Dopo il matrimonio, Guglielmo non ebbe altre amanti, ma la coppia, dopo tre aborti, ebbe solo due figlie, Carlotta ed Elisabetta: la morte prematura di entrambe non permise di assicurare una legittima successione al trono.

### Lord Grand'Ammiraglio

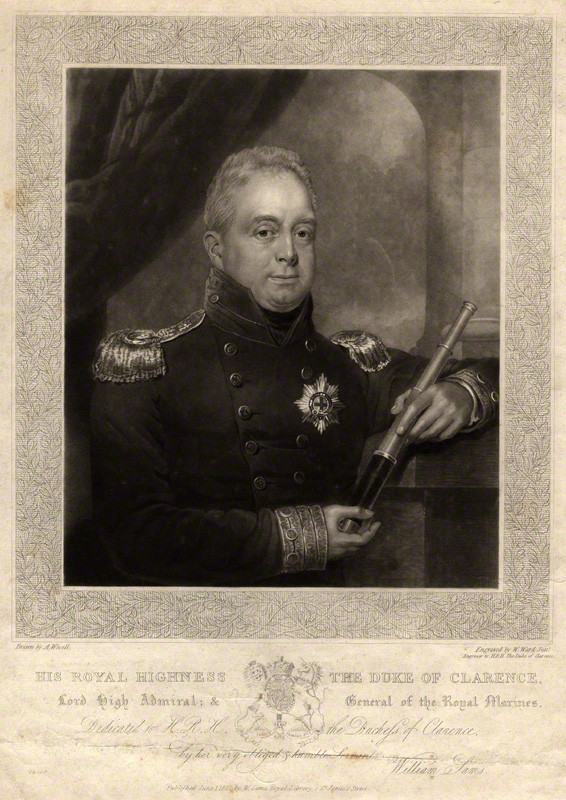
Guglielmo nelle vesti di Lord Grand'Ammiraglio

Il fratello maggiore di Guglielmo, Giorgio, principe di Galles, divenne principe reggente al trono nel 1811, dal momento che il padre Giorgio III soffriva di evidenti disturbi mentali ed era ormai in età molto avanzata.
Nel 1820 il re morì, lasciando la corona al principe reggente, che divenne sovrano con il nome di Giorgio IV; Guglielmo divenne quindi il secondo in linea di successione al trono, preceduto da suo fratello maggiore, il malaticcio duca Federico Augusto di York.
Guglielmo venne pesantemente influenzato dal suo matrimonio, camminava per ore all'aria aperta, mangiava frugalmente e beveva molta limonata mentre la salute dei suoi due fratelli maggiori declinava sempre di più: infatti, quando il duca di York suo fratello morì nel 1827, Guglielmo, ormai sessantenne, divenne erede al trono.
L'anno successivo la salita al potere di George Canning come primo ministro comportò anche la nomina di Guglielmo a Lord Grand'Ammiraglio della flotta inglese, anche se egli fu spesso in conflitto con il suo Consiglio, composto da ufficiali dell'Ammiragliato che ritenevano di avere maggiore esperienza in materia bellica e navale del principe. Le cose degenerarono nel 1828, quando Guglielmo decise di imbarcarsi con uno squadrone di navi e di partire per una destinazione che rimase sconosciuta, rimanendo al largo per dieci giorni in segno di protesta verso il consiglio. Il re, attraverso il primo ministro Arthur Wellesley, duca di Wellington, richiese le sue dimissioni e al suo posto venne nominato il visconte Melville.
Egli era stato ottimo nel suo incarico: aveva abolito l'uso del gatto a nove code per quasi tutti i reati (con l'eccezione dell'ammutinamento) e tentato di migliorare gli armamenti e i cannoni in uso nelle navi britanniche, oltre ad avere disposto che ogni nave tenesse un preciso rapporto sul suo status.
Guglielmo trascorse il restante tempo del regno del fratello essenzialmente immerso negli affari della Camera dei Lord. Supportò il decreto di emancipazione dei cattolici, in forte opposizione alle idee di suo fratello minore, il duca di Cumberland (lo stesso Guglielmo aveva descritto le opinioni del fratello minore come "infamie").
Nel frattempo, la salute di Giorgio IV peggiorava sempre più ed era ormai evidente la successione al trono di Guglielmo, tanto che, a fine maggio, Giorgio disse al fratello minore: "Sia fatta la volontà di Dio. Non ho ferito alcuno. Tutto ciò spetterà poi a Voi".

### Il regno

#### Ascesa al trono

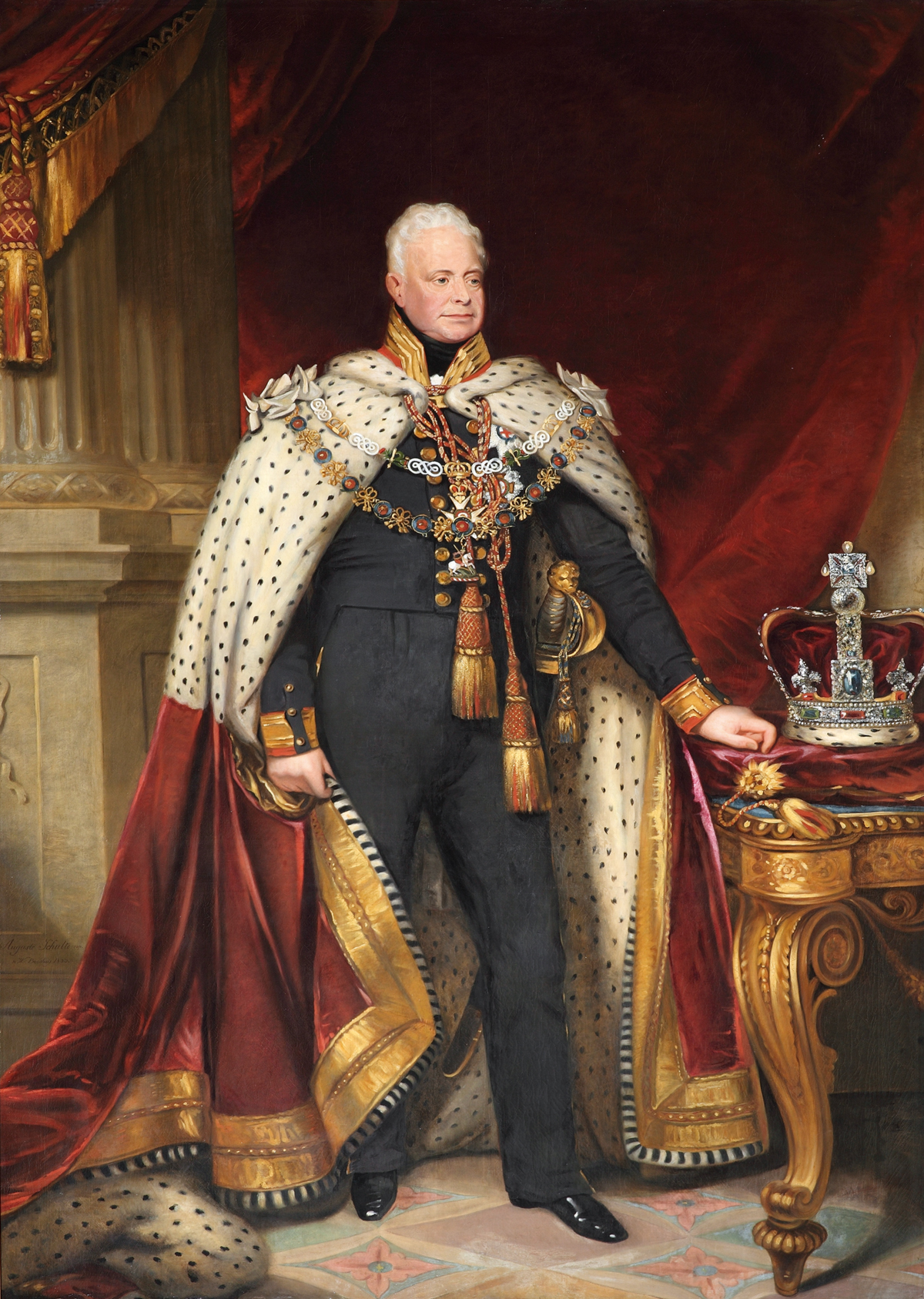
Guglielmo IV del Regno Unito in un ritratto ufficiale eseguito poco dopo l'incoronazione

Quando il re Giorgio IV morì il 26 giugno 1830 senza figli legittimi sopravvissutigli, Guglielmo ascese al trono all'età di 64 anni con il nome di Guglielmo IV, guadagnandosi anche il primato del re asceso al trono britannico in più tarda età nella storia. Tale primato fu superato da Carlo III, asceso al trono nel 2022 a 73 anni succedendo a Elisabetta II. All'incoronazione partecipò il noto compositore ed esecutore Thomas Paul Chipp.
A differenza del ben più stravagante fratello Guglielmo non accettava di buon grado le pompe e le cerimonie. In contrasto con Giorgio IV, che tendeva a trascorrere oziosamente le sue giornate al castello di Windsor, Guglielmo era solito rimanere a Londra e passeggiare scortato per le vie, incontrando la gente e sentendo il parere del popolo, guadagnandosi così la stima degli inglesi molto più che il fratello.
Il re, inoltre, si dimostrò subito un lavoratore coscienzioso, intraprendendo un rapporto di vera cooperazione con il duca di Wellington, suo primo ministro: lo stesso Wellington scrisse di aver lavorato di più in dieci minuti con Guglielmo di quanto non avesse fatto in diversi giorni con Giorgio IV; Lord Brougham aggiunse che il nuovo sovrano, a differenza del fratello e del padre, non aveva timore a chiedere spiegazioni e consigli.
Guglielmo inoltre bandì dall'esercito francesi e tedeschi voluti dal fratello, rimpiazzandoli con soldati esclusivamente inglesi, guadagnandosi l'approvazione del popolo. Egli donò inoltre gran parte della collezione di quadri di Giorgio IV alla nazione. Se Giorgio IV aveva poi iniziato un capillare (e costoso) restauro di Buckingham Palace, suo fratello si rifiutò categoricamente di abitarvi e lo sfruttò in un primo momento come caserma e poi come sede del parlamento, quando la House of Parliament andò distrutta in un incendio nel 1834. Era anche noto per la sua amabilità, tanto che, ogni qualvolta risiedeva al Royal Pavilion di Brighton, era solito chiedere agli hotel una lista degli ospiti per poi invitarne a cena quanti conoscesse, con la precisazione di non preoccuparsi per il vestiario, mentre la regina aveva l'abitudine di ricamare fiori dopo aver cenato con gli ospiti.
All'ascesa al trono Guglielmo IV non si dimenticò dei propri nove figli illegittimi, e li creò conti e contesse di Munster, anche se essi non poterono mai essere legittimati per non rovinare la sua immagine pubblica; questo fatto creò non pochi contrasti tra Guglielmo e alcuni dei suoi figli maschi (in particolare il primogenito); che reclamavano maggiori onori o titoli; le sue figlie, invece, furono invitate di frequente a corte

#### Riforme
Con la sconfitta e le divisioni dei Tories, assurse in seguito alla carica di primo ministro Lord Charles Grey, che si preoccupò di formare un nuovo governo. Una delle sue prime azioni fu quella di rinnovare il sistema elettorale, che non aveva subito cambiamenti sostanziali dal XV secolo. Esso era ormai pieno di iniquità ormai obsolete: per esempio alcune città di rilievo come Manchester o Birmingham non potevano eleggere dei loro rappresentanti di governo, mentre piccoli sobborghi o villaggi godevano anche di sette rappresentanti, perché vantavano una storia di maggior rilievo per la corona o erano possedimenti di "landlords" di rilievo nell'aristocrazia inglese.

Il monogramma personale del re Guglielmo IV

Quando il Reform Bill fu rigettato dalla House of Commons nel 1831, il primo ministro, Lord Gray, richiese al sovrano di disporne l'immediato scioglimento e nuove elezioni: in un primo momento Guglielmo fu riluttante (la Camera era stata eletta appena l'anno prima e una seconda elezione sarebbe stata interpretata come un atto di forza), ma, irritato dall'atteggiamento ostruzionista dell'opposizione, decise di parlare personalmente alla House of Lord e di prorogare la sessione parlamentare nel tentativo di rasserenare gli animi. Ogni tentativo di conciliazione fu però impossibile e il sovrano decise di sciogliere la Camera dei Comuni e di convocare nuove elezioni, che videro una schiacciante vittoria dei liberali favorevoli alla riforma; la Camera dei Lord, tuttavia, rimase fermamente contraria.
La crisi vide un piccolo interludio nelle celebrazioni per l'incoronazione del re, l'8 settembre 1831, che però si svolsero all'insegna di un certo risparmio (30.000 sterline contro le 240.000 spese dal fratello nel 1821), anche se molti giornali dell'epoca parlarono di una "mezza incoronazione" che guardava al risparmio e alle ristrettezze.
Il 23 dicembre 1830, venne firmato un atto di reggenza: Edoardo, il fratello minore del re, era già morto nel 1820, sei giorni prima che Giorgio IV diventasse ufficialmente re, e aveva solo una figlia undicenne, Vittoria. Secondo quest'atto di reggenza, se il re fosse morto prima che sua nipote raggiungesse la maggiore età, ci sarebbe stata una reggenza. Il re Guglielmo, ormai vecchio e ammalato, fu molto preoccupato da ciò, e nel 1836, in presenza di una diciassettenne Vittoria che avrebbe compiuto gli anni tra nove mesi, disse in pubblico che sperava di vivere almeno abbastanza per assistere al diciottesimo compleanno di sua nipote.
A ottobre del 1831, dopo che la House of Lords aveva rigettato nuovamente il Reform Bill, i sostenitori della riforma scesero in piazza a manifestare, mentre Lord Gray, assecondando l'opinione pubblica, ripresentò il disegno di legge e richiese al re Guglielmo di nominare 22 Pari, in modo da superare l'opposizione. Il sovrano dichiarò che era difficile assicurare l'ampliamento dei Pari richiesto dal governo, ma consentì alla nomina di un gruppo sufficiente a garantire l'approvazione della riforma che, comunque, avrebbe dovuto subire delle modifiche; Lord Gray si impuntò e minacciò le dimissioni; Guglielmo rifiutò di assecondare il primo ministro e accettò le sue dimissioni.
A questo punto il re decise di nominare il duca di Wellington nuovo primo ministro; questi, tuttavia, non godeva della fiducia né della House of Commons né dell'opinione pubblica e pertanto la popolarità del re ne risentì visibilmente. Infine, dopo alcune trattative, Guglielmo accettò di reinsediare Lord Gray e di creare nuovi Pari nel caso la House of Lord persistesse nella sua opposizione; spaventati da tale minaccia, il Reform Act 1832 passò (con alcuni emendamenti correttivi) e il re recuperò il proprio credito pubblico.

#### Politica estera
Guglielmo aveva dei pregiudizi sugli stranieri, in particolare sui francesi, e riteneva pertanto che la Gran Bretagna non dovesse interferire negli affari di altre nazioni, il che lo pose in conflitto con il Segretario degli Esteri, Lord Palmerston. Guglielmo sostenne comunque l'insurrezione dei belgi e, dopo che le candidature di alcuni principi francesi e olandesi furono rigettate, decise di appoggiare il principe Leopoldo di Sassonia-Coburgo-Gotha, vedovo di sua nipote Carlotta, che risultò poi il candidato vincente.
Inoltre, sebbene il sovrano fosse noto per la sua mancanza di tatto e per la sua facezia, acquisì alcuni successi diplomatici: infatti, conscio dell'importanza strategica di Suez, mantenne ottime relazioni con l'Egitto; in seguito, mostrando anche un certo charme, omaggiò George Washington come "il più grande uomo mai vissuto", alla presenza dell'ambasciatore americano, fatto che giovò alla normalizzazione dei rapporti tra Stati Uniti e Regno Unito e permise al sovrano di recuperare anche in America un certo credito, cosa che suo padre si era categoricamente rifiutato di accettare.

#### Re di Hannover

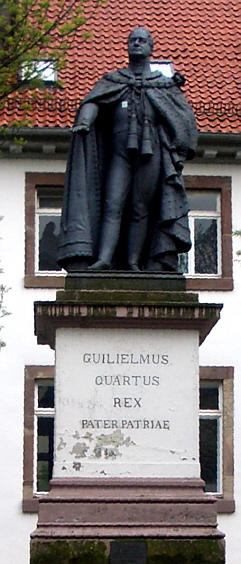
Statua di Guglielmo IV a Gottinga, nell'Hannover

Pur essendone divenuto re, Guglielmo IV non visitò mai l'Hannover dopo la sua ascesa al trono inglese. Suo fratello, il principe Adolfo, duca di Cambridge, venne da lui nominato viceré dello stato tedesco.
La percezione pubblica della politica operata dall'Inghilterra nei confronti dell'Hannover era pessima, in quanto gli hannoveriani ritenevano di venire trattati unicamente come dominio secondario della ben più prestigiosa Inghilterra, anche se l'Hannover era stata la terra nativa della dinastia regnante inglese.
Nel 1832 il cancelliere austriaco Metternich aveva promulgato delle leggi al fine di frenare i movimenti liberali che imperversavano per la Germania; il governo dell'Hannover si era dichiarato a favore, mentre Lord Palmerston aveva manifestato la propria opposizione e richiesto l'intervento del re il quale, tuttavia, con grande disappunto del ministro, assecondò la volontà del governo dell'Hannover. Il contrasto tra il re e il ministro degli esteri si ripresentò l'anno seguente, quando Metternich convocò a Vienna una conferenza degli stati tedeschi: Lord Palmerston intendeva declinare l'invito, ma Guglielmo autorizzò il Viceré, principe Adolfo, a parteciparvi.
Nello stesso anno, infine, Guglielmo IV ratificò una nuova costituzione per l'Hannover, che diede maggior potere alle classi medie, concedendo limitati poteri anche ai ceti meno abbienti e garantendo un ruolo maggiore del parlamento locale nelle operazioni di governo. Tale costituzione venne però revocata alla morte di Guglielmo IV da suo fratello, il nuovo re di Hannover Ernesto Augusto, duca di Cumberland.

#### Gli ultimi anni
Per il resto della sua vita, Guglielmo intervenne fortemente nella politica inglese una volta sola ancora, nel 1834, quando scelse il primo ministro autonomamente, contro la volontà del parlamento. Al ritiro volontario di Lord Grey, lo seguì alla carica di primo ministro William Lamb, II visconte Melbourne, il quale era molto influente e godeva di ottimo credito in parlamento, sebbene la sua politica di riforma della Chiesa protestante irlandese (abolizione di diversi vescovati e riduzione della decima) non fosse particolarmente apprezzata dal sovrano, in materia assai più cauto.
A novembre del 1834, il capo della Camera dei Comuni e Cancelliere dello Scacchiere, John Spencer, III conte Spencer (antenato della principessa Diana), ereditò il titolo nobiliare e passò dalla Camera dei Comuni alla Camera dei Lords. Melbourne dovette pertanto nominare un nuovo Cancelliere dello Scacchiere per rimpiazzarlo e l'unico candidato che venne proposto fu Lord John Russell, che Guglielmo IV riteneva un "pericoloso piccolo radicale".
Guglielmo pretese che il ministero corresse ai ripari, riportando John Spencer ai propri precedenti incarichi. Lord Melbourne si dimise per protesta verso queste angherie e Guglielmo scelse per la carica di primo ministro sir Robert Peel, ma, poiché momentaneamente si trovava in Italia, il comando venne ripreso dal duca di Wellington.

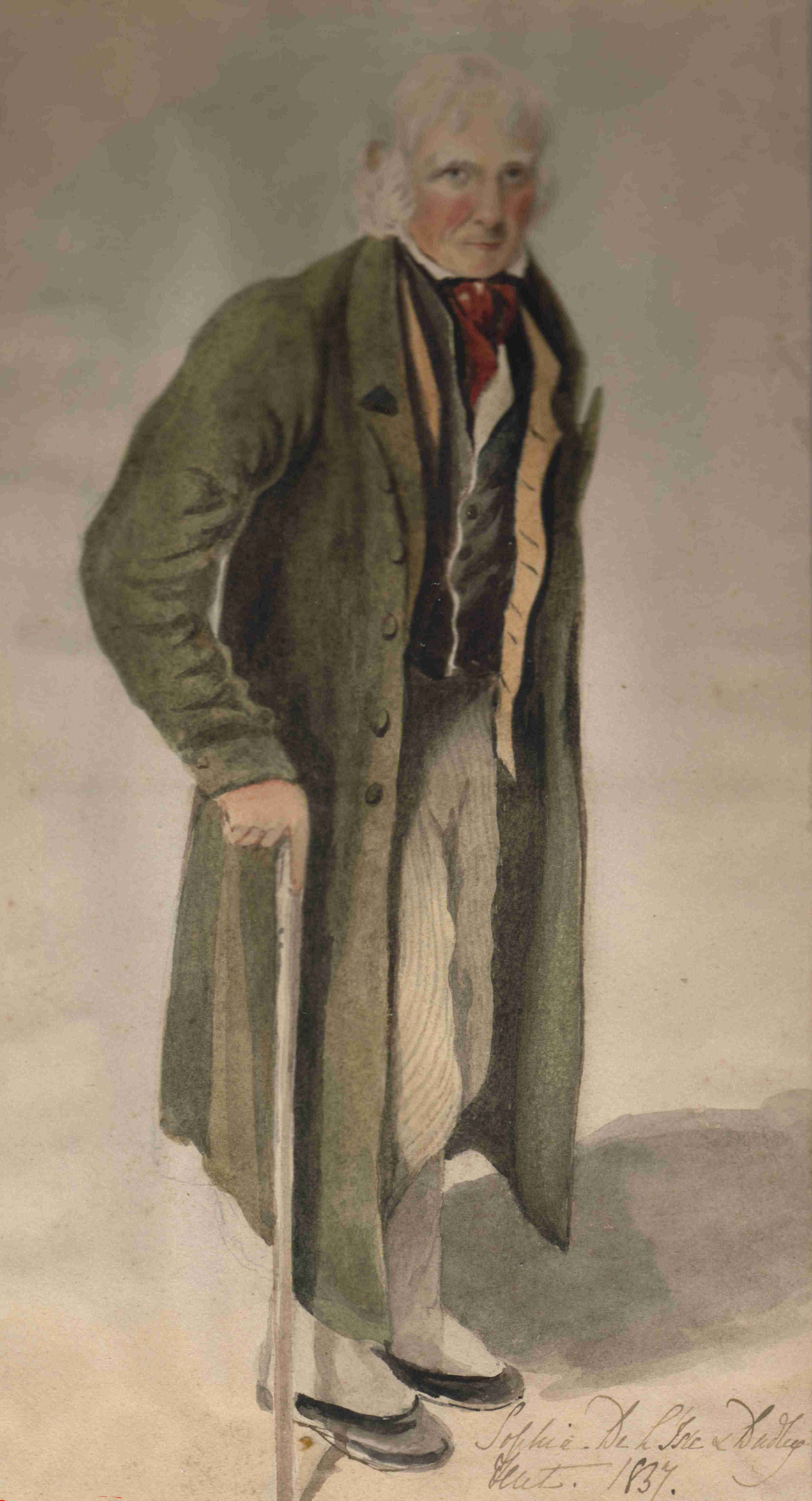
Ritratto del re Guglielmo IV, eseguito agli inizi del 1837 da sua figlia Sophia Sydney, baronessa di L'Isle e Dudley

Quando Peel fece ritorno in patria, prese le redini del governo, ma, non avendo la maggioranza nella House of Commons, decise di scioglierla e di convocare nuove elezioni, che confermarono una maggioranza liberale (anche se di minore entità); Peel, dopo alcuni mesi, si dimise, lasciando il posto a Lord Melbourne (sarebbe rimasto in carica per tutto il regno di Guglielmo IV) e il re fu costretto ad accettare Russel come Capo della Camera dei Comuni.
Il rapporto tra il sovrano e Lord Melbourne rimase altalenante. Infatti, Guglielmo temeva che la devoluzione di competenze al Legislative Council of Lower Canada potesse comportare la perdita della colonia: in un primo momento, pertanto, si oppose al progetto, minacciando di chiedere le dimissioni del governo, ma poi decise di approvarlo. Va aggiunto, tuttavia, che il sovrano rifiutò le dimissioni di Melbourne quando costui fu implicato in uno scandalo riguardante la sua relazione con Lady Caroline Norton e presto entrambi riuscirono a raggiungere un accettabile modus vivendi.
Sia il re che la regina erano affezionati alla nipote, la principessa Vittoria di Kent (figlia del fratello minore del sovrano, il principe Edoardo, duca di Kent e Strathearn), ma ogni loro tentativo di instaurare una relazione stretta con la nipote fu ostacolato dalla madre di lei, la duchessa vedova di Kent e dal di lei consigliere, Sir John Conroy, anche a causa dei figli illegittimi di Guglielmo, cosa che frustrò lui e sua moglie.
Ad agosto del 1836 ci fu il banchetto finale per festeggiare il settantunesimo compleanno del re. Quando sembrò che la duchessa avesse mancato di rispetto alla regina Adelaide, Guglielmo, in presenza della nipote, ora diciassettenne, si infuriò e prese la parola affermando: "Confido in Dio che la mia vita possa essere risparmiata per altri nove mesi... io avrei, dunque, la soddisfazione di lasciare l'esercizio dell'autorità reale a questa fanciulla, erede presuntivo della Corona, e non nelle mani di una persona a me vicina che si è circondata di consiglieri scellerati ed è incapace ad agire con correttezza nella situazione in cui essa si è posta".
Tale discorso, che confermava il forte disprezzo del sovrano per la condotta della duchessa vedova di Kent, fu accolto dal silenzio della diretta interessata e con sgomento dalla principessa Vittoria, tanto che si chiuse le orecchie con le mani, e certamente contribuì all'opinione che ella ebbe dello zio, da lei descritto come "un buon uomo, sebbene eccentrico e singolare".
Ad aprile dell'anno seguente morì di parto la maggiore delle figlie illegittime del sovrano, Sophia, Lady de L'Isle, fatto che indebolì la precaria salute di Guglielmo, già compromessa dai disastrosi rapporti tra il sovrano stesso e il suo figlio primogenito (anch'egli illegittimo), Giorgio, conte di Munster.

### Morte e successione
Dopo dieci giorni di agonia, accudito dalla moglie, Guglielmo IV morì di insufficienza cardiaca alle prime ore del 20 giugno 1837 nel castello di Windsor, dove venne anche sepolto; lasciò gran parte dei suoi averi ai figli illegittimi sopravvissuti.
Guglielmo era morto senza eredi legittimi al trono, ma fortunatamente, le sue speranze di evitare la reggenza si avverarono: la nipote Vittoria, unica figlia di Edoardo, duca di Kent, fratello minore del re, aveva raggiunto la maggiore età (in cui avrebbe potuto governare personalmente senza l'ausilio di un reggente) il mese prima, permettendole così di succedere a suo zio al trono e diventare regina. L'Hannover, invece, in cui era vigente la legge salica, passò al fratello di Guglielmo IV, Ernesto Augusto, duca di Cumberland: si realizzò così la separazione tra le corone di Hannover e di Inghilterra, unite fin dal 1714.

## Eredità
I principali beneficiari del suo testamento furono gli otto figli sopravvissuti della signora Jordan. Sebbene Guglielmo IV non sia l'antenato diretto dei successivi monarchi del Regno Unito, ha molti discendenti importanti attraverso i suoi figli illegittimi avuti con la signora Jordan, tra cui il primo ministro britannico David Cameron, il presentatore televisivo Adam Hart-Davis e l'autore e statista Duff Cooper.
Guglielmo IV ebbe un regno breve ma ricco di eventi. In Gran Bretagna, la crisi della riforma segnò l'ascesa della Camera dei Comuni e il corrispondente declino della Camera dei Lord, e il tentativo fallito del re di rimuovere il ministero di Melbourne indicò una riduzione dell'influenza politica della Corona e dell'influenza del re sull'elettorato. Durante il regno di Giorgio III, il re avrebbe potuto licenziare un ministero, nominarne un altro, sciogliere il Parlamento e aspettarsi che l'elettorato votasse a favore della nuova amministrazione. Tale fu il risultato di uno scioglimento nel 1784, dopo il licenziamento della Coalizione Fox-North, e nel 1807, dopo il licenziamento di Lord Grenville. Ma quando Guglielmo IV licenziò il ministero di Melbourne, i conservatori di Peel non riuscirono a vincere le elezioni successive. La capacità del monarca di influenzare l'opinione dell'elettorato, e quindi la politica nazionale, era stata ridotta. Nessuno dei successori di Guglielmo IV ha tentato di rimuovere un governo o di nominarne un altro contro la volontà del Parlamento. Guglielmo capì che come monarca costituzionale non aveva il potere di agire contro l'opinione del Parlamento. Disse: "Ho la mia visione delle cose e la dico ai miei ministri. Se non le adottano, non posso farci niente. Ho fatto il mio dovere".
Durante il regno di Guglielmo il Parlamento britannico attuò importanti riforme, tra cui il Factory Act del 1833 (prevenzione del lavoro minorile), lo Slavery Abolition Act 1833 (emancipazione degli schiavi nelle colonie) e il Poor Law Amendment Act 1834 (disposizioni standardizzate per gli indigenti). Guglielmo attirò critiche sia da parte dei riformatori, che ritenevano che la riforma non fosse andata abbastanza lontano, sia da parte dei reazionari, che ritenevano che la riforma fosse andata troppo oltre. Un'interpretazione moderna lo vede come uno che non riesce a soddisfare nessuno dei due estremi politici cercando di trovare un compromesso tra due fazioni aspramente opposte, ma nel processo si dimostra più capace come monarca costituzionale di quanto molti avessero supposto.

## Discendenza

Lo stemma personale del principe Guglielmo, duca di Clarence e St Andrews (1789-1830)

Guglielmo IV ebbe una numerosa prole, sia legittima che non, ma degli eredi che concepì con la moglie nessuno superò i tre mesi di vita, aprendo così la strada per il trono alla nipote Vittoria, figlia di suo fratello minore Edoardo di Kent. Quasi tutti i suoi figli vennero nominati in onore di uno dei suoi numerosi fratelli e sorelle.
Dalla legittima moglie, Adelaide di Sassonia-Meiningen, ebbe due figlie e almeno tre figli nati morti:
- Carlotta Augusta Luisa di Clarence (27 marzo 1819). Nata e morta ad Hannover, nacque prematura al settimo mese e visse appena le poche ore necessarie a battezzarla.
- Parto morto (5 settembre 1819). Avvenuto prematuramente a Dunkirk o Calais, mentre la coppia era in viaggio per rientrare in Inghilterra.
- Elisabetta Georgiana Adelaide di Clarence (10 dicembre 1820 - 4 marzo 1821). Nata e morta a St. James Palace. Inizialmente sembrava in salute, ma morì di "febbre alle visceri" prima di compiere tre mesi.
- Gemelli nati morti (8 aprile 1822). Si trattava di due maschi, nati morti a Bushy Park.
- Presunto aborto spontaneo (1822). Non è certo se si trattasse effettivamente di una gravidanza o meno.

Da un'amante sconosciuta, ebbe un figlio:
- William (prima del 1791 - 1807). Annegò nell'oceano in Madagascar.

Dalla sua amante Dorothea Bland Jordan ebbe cinque figli e cinque figlie, tutti riconosciuti e nobilitati ma mai legittimati:
- George FitzClarence, I conte di Munster (29 gennaio 1794 - 20 marzo 1842). Morì suicida.
- Henry FitzClarence (27 marzo 1795 - settembre 1817). Celibe e senza discendenza, morì in India, dove prestava servizio militare.
- Sophia FitzClarence (agosto 1796 - 10 aprile 1837).
- Mary FitzClarence (19 dicembre 1798 - 13 luglio 1864).
- Frederick FitzClarence (9 dicembre 1799 - 30 ottobre 1854).
- Elizabeth FitzClarence (17 gennaio 1801 - 16 gennaio 1856).
- Adolphus FitzClarence (18 febbraio 1802 - 17 maggio 1856). Celibe e senza discendenza.
- Augusta FitzClarence (17 novembre 1803 - 8 dicembre 1865).
- Augustus FitzClarence (1 marzo 1805 - 14 giugno 1854).
- Amelia FitzClarence (21 marzo 1807 - 2 luglio 1858).

## Ascendenza
|                                                 |                                            |                                               | Genitori                                         |  |  | Nonni |  |  | Bisnonni                 |  |  | Trisnonni               |  |
|                                                 |                                            |                                               |                                                  |  |  |       |  |  | Giorgio II d'Inghilterra |  |  | Giorgio I d'Inghilterra |  |
|                                                 |                                            |                                               |                                                  |  |  |       |  |  | Giorgio II d'Inghilterra |  |  | Giorgio I d'Inghilterra |  |
|                                                 |                                            | Sofia Dorotea di Celle                        |                                                  |  |  |       |  |  | Giorgio II d'Inghilterra |  |  |                         |  |
| Federico di Hannover                            |                                            |                                               |                                                  |  |  |       |  |  | Giorgio II d'Inghilterra |  |  |                         |  |
|                                                 |                                            | Carolina di Brandeburgo-Ansbach               | Giovanni Federico di Brandeburgo-Ansbach         |  |  |       |  |  |                          |  |  |                         |  |
|                                                 |                                            | Carolina di Brandeburgo-Ansbach               | Giovanni Federico di Brandeburgo-Ansbach         |  |  |       |  |  |                          |  |  |                         |  |
|                                                 |                                            | Carolina di Brandeburgo-Ansbach               | Eleonora Erdmuthe di Sassonia-Eisenach           |  |  |       |  |  |                          |  |  |                         |  |
| Giorgio III d'Inghilterra                       |                                            | Carolina di Brandeburgo-Ansbach               |                                                  |  |  |       |  |  |                          |  |  |                         |  |
|                                                 |                                            | Federico II di Sassonia-Gotha-Altenburg       | Federico I di Sassonia-Gotha-Altenburg           |  |  |       |  |  |                          |  |  |                         |  |
|                                                 |                                            | Federico II di Sassonia-Gotha-Altenburg       | Federico I di Sassonia-Gotha-Altenburg           |  |  |       |  |  |                          |  |  |                         |  |
|                                                 |                                            | Federico II di Sassonia-Gotha-Altenburg       | Maddalena Sibilla di Sassonia-Weissenfels        |  |  |       |  |  |                          |  |  |                         |  |
| Augusta di Sassonia-Gotha-Altenburg             |                                            | Federico II di Sassonia-Gotha-Altenburg       |                                                  |  |  |       |  |  |                          |  |  |                         |  |
|                                                 |                                            | Maddalena Augusta di Anhalt-Zerbst            | Carlo Guglielmo di Anhalt-Zerbst                 |  |  |       |  |  |                          |  |  |                         |  |
|                                                 |                                            | Maddalena Augusta di Anhalt-Zerbst            | Carlo Guglielmo di Anhalt-Zerbst                 |  |  |       |  |  |                          |  |  |                         |  |
|                                                 |                                            | Maddalena Augusta di Anhalt-Zerbst            | Sofia di Sassonia-Weissenfels                    |  |  |       |  |  |                          |  |  |                         |  |
| Guglielmo IV d'Inghilterra                      |                                            | Maddalena Augusta di Anhalt-Zerbst            |                                                  |  |  |       |  |  |                          |  |  |                         |  |
|                                                 | Adolfo Federico II di Meclemburgo-Strelitz | Adolfo Federico I di Meclemburgo-Schwerin     |                                                  |  |  |       |  |  |                          |  |  |                         |  |
|                                                 | Adolfo Federico II di Meclemburgo-Strelitz | Adolfo Federico I di Meclemburgo-Schwerin     |                                                  |  |  |       |  |  |                          |  |  |                         |  |
|                                                 | Adolfo Federico II di Meclemburgo-Strelitz | Maria Caterina di Brunswick-Wolfenbüttel      |                                                  |  |  |       |  |  |                          |  |  |                         |  |
| Carlo Ludovico Federico di Meclemburgo-Strelitz | Adolfo Federico II di Meclemburgo-Strelitz |                                               |                                                  |  |  |       |  |  |                          |  |  |                         |  |
|                                                 |                                            | Cristiana Emilia di Schwarzburg-Sondershausen | Cristiano Guglielmo di Schwarzburg-Sondershausen |  |  |       |  |  |                          |  |  |                         |  |
|                                                 |                                            | Cristiana Emilia di Schwarzburg-Sondershausen | Cristiano Guglielmo di Schwarzburg-Sondershausen |  |  |       |  |  |                          |  |  |                         |  |
|                                                 |                                            | Cristiana Emilia di Schwarzburg-Sondershausen | Antonia Sibilla di Barby-Muhlingen               |  |  |       |  |  |                          |  |  |                         |  |
| Carlotta di Meclemburgo-Strelitz                |                                            | Cristiana Emilia di Schwarzburg-Sondershausen |                                                  |  |  |       |  |  |                          |  |  |                         |  |
|                                                 |                                            | Ernesto Federico I di Sassonia-Hildburghausen | Ernesto di Sassonia-Hildburghausen               |  |  |       |  |  |                          |  |  |                         |  |
|                                                 |                                            | Ernesto Federico I di Sassonia-Hildburghausen | Ernesto di Sassonia-Hildburghausen               |  |  |       |  |  |                          |  |  |                         |  |
|                                                 |                                            | Ernesto Federico I di Sassonia-Hildburghausen | Sofia Enrichetta di Waldeck                      |  |  |       |  |  |                          |  |  |                         |  |
| Elisabetta Albertina di Sassonia-Hildburghausen |                                            | Ernesto Federico I di Sassonia-Hildburghausen |                                                  |  |  |       |  |  |                          |  |  |                         |  |
|                                                 |                                            | Sofia Albertina di Erbach-Erbach              | Giorgio I di Erbach-Erbach                       |  |  |       |  |  |                          |  |  |                         |  |
|                                                 |                                            | Sofia Albertina di Erbach-Erbach              | Giorgio I di Erbach-Erbach                       |  |  |       |  |  |                          |  |  |                         |  |
|                                                 |                                            | Sofia Albertina di Erbach-Erbach              | Amalia Caterina di Waldeck-Eisenberg             |  |  |       |  |  |                          |  |  |                         |  |
|                                                 |                                            | Sofia Albertina di Erbach-Erbach              |                                                  |  |  |       |  |  |                          |  |  |                         |  |